# Євромайдан SOS
Євромайдан SOS — самоорганізована група правозахисників, громадських активістів, адвокатів, журналістів та інших небайдужих людей різних професій, яка була створена у відповідь на незаконні дії влади щодо розгону мирної акції у ніч з 29 на 30 листопада 2013 року на Майдані Незалежності. Метою діяльності Євромайдану SOS є оперативне надання правової допомоги потерпілим учасникам Євромайдану у Києві та в інших містах країни, а також збір та аналіз інформації для захисту учасників протесту і надання проміжних оцінок розвитку ситуації.
У 2014 році Євромайдан SOS заснував «Волонтерську премію», якою нагороджуються найактивніші волонтери. Нагородження відбувається 30 листопада, оскільки саме у цей день 2013 року було створено «Євромайдан SOS».
Із березня 2014 року “Євромайдан SOS” здійснює моніторинг політичних переслідувань в окупованому Криму, документує воєнні злочини та злочини проти людяності в гібридній війні на Донбасі, провадить міжнародну кампанію “LetMyPeopleGo” для звільнення утримуваних російською владою політичних в’язнів.
У 2015 році режисер Сергій Лисенко під час Міжнародного кінофестивалю Docudays UA презентував фільм «Євромайдан SOS». Фільм є частиною документального альманаху «Енциклопедія Майдану», створеного ГО «Докудейз» у 2015 році. 